# Passo del Penice
Il passo del Penice è un valico dell'Appennino ligure che mette in comunicazione la valle Staffora (Lombardia) con la val Trebbia (Emilia-Romagna).

## Descrizione
Si trova lungo la strada statale 461 del Passo del Penice, che inizia a Voghera, risale la valle Staffora e superato il comune di Varzi transita in quello di Menconico, in provincia di Pavia, per scendere dopo il passo a Bobbio in provincia di Piacenza. Appena dopo il passo, verso Bobbio, si collega alla strada statale 412 della Val Tidone (Passo Penice-Castel San Giovanni-Milano), che porta in val Tidone nel comune di Romagnese, attraverso il passo delle Tre strade.
Il passo (1.149 m) è ai piedi del monte Penice (1.460 m), nel comune di Bobbio.
Importante via di comunicazione nel passato quando permetteva di tenere i contatti tra il monastero di San Colombano di Bobbio e i suoi possedimenti (attraverso il vicino passo della Crocetta con la val Tidone) e le comunicazioni attraverso i feudi imperiali creati da Carlo Magno per mantenere il controllo degli accessi al mare, ha man mano perso la sua importanza politico-commerciale per conservare solo quella turistica.
Nel punto del passo, intorno a un piazzale adibito a parcheggio vi sono ristoranti, alberghi e bar, e nel circondario un discreto numero di case di villeggiatura. 
Eccezionale il panorama, che domina l'alta val Tidone, le groppe collinari digradanti dell'Oltrepò, l'intera sezione lombarda della pianura padana e le Alpi Centrali; in giornate serene è possibile persino scorgere, dietro le vette sul confine, vette dell'Oberland bernese come la caratteristica piramide sghemba del Finsteraarhorn.
Nei mesi invernali è in funzione un impianto sciistico dotato da 2 impianti di risalita, 3 piste da discesa (2 km) e una pista da fondo di 10 km sia in diurna che in notturna, con innevamento sia naturale che artificiale.
Nel piazzale è posta la statua di san Colombano nominato patrono e protettore dei motociclisti.
Da qui parte la strada che porta in vetta al monte e al santuario di Santa Maria, utilizzata per la manutenzione delle numerose antenne trasmittenti e al centro trasmittente di Monte Penice.